# Shooter (pel·lícula)
Shooter (“Tirador”) és una pel·lícula estatunidenca del 2007, dirigida per Antoine Fuqua i protagonitzada per Mark Wahlberg, Michael Peña, Danny Glover i Kate Mara. La pel·lícula està basada en la novel·la de Stephen Hunter, Point of Impact. El 2016 l'empresa USA Network va començar a emetre una sèrie televisiva amb el mateix nom, Shooter.

## Argument
En Bobby Lee Swagger (Mark Wahlberg) és un franctirador d'elit de la unitat del Cos de Marins que sobreviu en una missió clandestina a Àfrica, on mor el seu millor amic, després que els seus superiors els hi abandonessin.
A conseqüència d'això, en Swagger es retira i comença una nova vida en un indret entre les muntanyes amb el seu gos. Un matí, però, tres anys després, el coronel Isaac Johnson (Danny Glover) li fa una visita, i el convenç perquè accepti col·laborar amb un equip especial que ha d'assassinar el president dels Estats Units durant un acte públic. El coronel Johnson convenç en Swagger que col·labori amb l'equip, però aquesta demanda amaga al darrere una trampa.
En efecte, res no sortirà bé per a en Swagger, que és arrossegat en una entortolligada trampa, puix que l'intent de magnicidi està sent orquestrat per un senador, i el seu equip intentarà matar-lo i acusar-lo de magnicidi. En Swagger, però, aconsegueix sobreviure i no dubta a venjar-se'n.